# Bakkasund
Bakkasund est un village norvégien situé dans le comté de Vestland au sud-ouest sur l’île de Storekalsøy.